# Moos auf den Steinen
Moos auf den Steinen é um filme de drama austríaco de 1968 dirigido e escrito por Georg Lhotsky. Foi selecionado como representante da Áustria à edição do Oscar 1969, organizada pela Academia de Artes e Ciências Cinematográficas.

## Elenco
- Fritz Muliar - arquiteto
- Erika Pluhar - Julia
- Louis Ries - Mehlmann
- Johannes Schauer - Karl
- Heinz Trixner - Petrik
- Wilfried Zeller-Zellenberg